# Anna Vissi
Anna Vissi (řecky: Άννα Βίσση; * 20. prosince 1957) je kyperská zpěvačka řecké národnosti. Byla jednou z prvních řeckých umělkyň, které zavedly západní popové a taneční prvky do řeckých stylů laïko a entehno, někdy je proto její styl nazýván laïko-pop, nebo je za zakladatelku tohoto stylu označována. Během své kariéry vydala více než dvě desítky alb, prodala přes 10 milionů desek po celém světě. Třikrát se zúčastnila soutěže Eurovision Song Contest, v letech 1980 (13. místo) a 2006 (9. místo) reprezentovala Řecko, roku 1982 (5. místo) Kypr. Od roku 1973 působí v Řecku. V roce 1977 na sebe prvně výrazně upozornila vítězstvím na festivalu v Soluni, s písní As Kanoume Apopse Mian Arhi. Vzápětí vydala stejnojmenné debutové album. Od 80. let začala spolupracovat se skladatelem Nikosem Karvelasem, který se stal nejen jejím dvorním autorem, ale i manželem (manželství trvalo v letech 1983–1992) a otcem jejího jediného dítěte. Výsledkem bylo jedno z nejúspěšnějších hudebních partnerství v historii řecké populární hudby, média si oblíbila značku CarVi, jímž toto partnerství označovala. Od konce 90. let se systematicky pokoušela o průnik na světovou scénu, což se jí většinou nedařilo a uškodilo jí to i u domácích fanoušků, nicméně například singl Call Me z roku 2005 z ní učinil první řeckou a kyperskou umělkyni v americké hitparádě Billboard Hot Dance Club.

## Diskografie
- As Kanoume Apopse Mian Arhi (1977)
- Kitrino Galazio (1979)
- Nai (1980)
- Anna Vissi (1981)
- Eimai To Simera Kai Eisai To Hthes (1982)
- Na 'Hes Kardia (1984)
- Kati Simveni (1985)
- I Epomeni Kinisi (1986)
- Tora (1988)
- Empnefsi! (1988)
- Fotia (1989)
- Eimai (1990)
- Emeis (1992)
- Lambo (1992)
- Re! (1994)
- O! Kypros (1995)
- Klima Tropiko (1996)
- Travma (1997)
- Antidoto (1998)
- Everything I Am (2000)
- Kravgi (2000)
- X (2002)
- Paraksenes Eikones (2003)
- Nylon (2005)
- Apagorevmeno (2008)
- Agapi Einai Esi (2010)
- Sinentefxi (2015)
- Iliotropia (2019)